# Ралица Димитрова
Ралица Илчева Димитрова е българска режисьорка (документалистка) и сценаристка.

## Биография
Родена е в София на 7 юни 1962 г. Завършва Всеруския държавен институт по кинематография (ВГИК) в Москва със специалност „Кинорежисура“. Член на Съюза на българските филмови дейци.
Работила е като асистент-режисьор в СИФ „Бояна“, режисьор в Студията за документални и научнопопулярни филми „Време“ и в Българската национална телевизия. От 1999 г. работи на свободна практика. Сценаристка и режисьорка е на над 100 документални и научнопопулярни филма, детски и музикални телевизионни предавания.
Има награди на фестивали в България, Русия, Германия, Полша, Италия, Франция, Япония, Португалия, Литва, Армения, САЩ, Испания, Косово, Гърция и др. Получава и наградата на Българската филмова академия за „Режисьор на документален филм“ за „Който тръгнал е сам...“ през 2013 г.

## Филмография

### Като режисьор
- Балада за Галилей – 26 мин., 2020[1]
- Женски светове – 30 мин., 2020
- Какъв цвят има този свят – 56 мин., 2019
- Двата слона и тревата – 80 мин., 2018
- Сага за попилените възможности – 60 мин., 2018
- Сантиментална история – 55 мин., 2017
- Чудо – 30 мин., 2017
- Вяра за Иван, Хасан и другите – 30 мин., 2016
- Яйцето – 30 мин., 2016
- Ветерани/Майстори – 27 мин., 2016
- Пътят на буквите – 84 мин., 2015
- Димитър Шишманов. За размишление – 60 мин., 2014
- Детска академия – 27 мин., 2014
- Щастлив съм – 27 мин., 2014
- Аз съм домашен ученик – 50 мин., 2013
- Който тръгнал е сам… – 72 мин., 2012
- Нашата стока е най-голямата реклама! – 47 мин., 2011
- Кокиче в блатото – 30 мин., 2010
- Българското позорище – 52 мин., 2009
- В търсене на изгубените звуци – 45 мин., 2009
- Омбудсманът за твоите права – 27 мин., 2009
- Спомени в бяло – 30 мин., 2009
- Трима мъже край водата – 48 мин., 2008
- Българинът от Шао Лин – 2х27 мин., 2007
- Кръстопътни времена – 50-серийна документална поредица за БНТ (2007-2009)
- Махалата – 30 мин., 2004
- Островът на цар Самуил – 54 мин., 2003
- Игра на топчета – 25 мин., 2001
- Автопортрет като млад – 47 мин., 2000
- Един ден от суетния живот – 27 мин., 1998
- Забравена земя – 40 мин., 1995
- Сянка на жена – 25 мин., 1994
- Отвъд реката – 26 мин., 1993
- Колежът – 36 мин., 1992
- Греховна магия – 22 мин., 1991
- Пропагандата – 20 мин., 1991
- Поколението. Памет за Цветан Стоянов – 47 мин., 1990
- Филипополис – 59 мин., 1989
- Полифония – 30 мин., 1988
- Бар „Иконостас“ – 18 мин., 1988
- Яйлата – градът на мъртвите – 15 мин., 1987
- Това, което винаги сте искали да знаете за Комсомола – 15 мин., 1987
- Помниш ли... – 18 мин., 1987
- Златното ключе – 10 мин., 1986
- Професия – висшист – 10 мин., 1986
- Уравнение с всички неизвестни – 18 мин., 1986
- Спомен за една мечта – 10 мин., 1985
- Арена – 10 мин., 1984
- Където вечността цари  – 8 мин., 1983
- Докосване – 7 мин., 1980

### Като сценарист
- Аз съм домашен ученик (2013)
- Който тръгнал е сам... (2012)
- Кокиче в блатото (2010)
- Трима мъже край водата (2009)
- Игра на топчета (2001)
- Автопортрет като млад (2000)
- Един ден от суетния живот (1998)
- Сянка на жена (1994)
- Отвъд реката (1993)
- Забравена земя (1995)
- Това, което винаги сме знаели за Комсомола (1987)

## Избрани телевизионни филми и предавания
- „Бягащи мигове“, магазинно предаване за култура[1]
- „Векът на България“ (90 десетминутни документални филма за историята на България през 20. век)
- „Чипике“ (10-сериен късометражен игрален детски филм за „Лека нощ, деца“, БНТ)
- „Блус общество“ (поредица за история и съвременност на блуса)
- „Между нас да си остане“ (5 късометражни игрални детски филма за „Лека нощ, деца“, БНТ)
- „Радостна мистерия“ (5 късометражни игрални детски филма за „Лека нощ, деца“, БНТ)
- 50 документални филма за легендарни български фолклорни изпълнители „Пей ми песен...“
- музикални филми (джаз, фолклорна и класическа музика)
- 30 документални филма за етническите взаимоотношения в България за поредицата „Заедно“
- документалната поредица „Кръстопътни времена“ – 50 десетминутни филма (с подкрепата на ИА „НФЦ“)
- над 100 десетминутни документални филма за поредицата „Малки истории“